# 第3屆威尼斯影展
第3屆威尼斯电影节於1935年8月10日至9月1日舉辦。影展首次為演技獎項設立沃爾庇杯。

## 獎項
- 最佳外語片：克拉倫斯·布朗（英语：Clarence Brown） 《安娜·卡列尼娜（英语：Anna Karenina (1935 film)）》
- 最佳義大利電影：卡米尼·加洛尼（英语：Carmine Gallone） 《幻影（英语：Casta Diva (1935 film)）》
- 沃爾庇杯：
  - 最佳男演員：皮耶·布蘭查德（英语：Pierre Blanchar）《罪与罚（英语：Crime and Punishment (1935 French film)）》
  - 最佳女演員：宝拉·韦斯理《插曲》
- 金獎：華特·迪士尼 《米奇音樂會（英语：The Band Concert）》

## 外部鏈接
- 官方网站
- 威尼斯电影节1935年獎項 （页面存档备份，存于）